# Skowronia Góra (Wrocław)
Skowronia Góra (niem. Lerchenberg) – obszar w rejonie dzisiejszych ulic Borowskiej, Działkowej i Spiskiej we Wrocławiu.
Przed II wojną światową znajdowało się tu jedno z peryferyjnych osiedli miasta, położone w sąsiedztwie cmentarzy ewangelickich parafii Marii Magdaleny i Zbawiciela. Cmentarze te przekształcono po wojnie w ogródki działkowe i tereny rekreacyjne (znajduje się tu Park Skowroni), natomiast na obszarze dawnego osiedla utworzono Cmentarz Żołnierzy Radzieckich na Skowroniej Górze poległych w walkach o Festung Breslau w 1945 roku. Początkowo na cmentarzu tym, o powierzchni ok. pół hektara, pochowano 994 żołnierzy w pojedynczych ceglano-betonowych mogiłach. W latach późniejszych (1947–1953) zlikwidowano w mieście pozostałe sowieckie cmentarze wojenne, a wszystkie szczątki poległych zostały przeniesione do zbiorowych mogił na Skowronią Górę; na cmentarzu tym, powiększonym do ok. 1 hektara, spoczywa obecnie 7121 żołnierzy.
W 1967 na cmentarzu zbudowany został pomnik „Ściana” projektu Łucji Skomorowskiej; znajdują się na nim nazwiska pochowanych tutaj i zidentyfikowanych żołnierzy. Aż 85% pochówków jednak to pochówki bezimienne.
W sąsiedztwie cmentarza wojskowego na Skowroniej Górze znajduje się nowy cmentarz parafii św. Maurycego.